# Красний (Старошайговський район)
Кра́сний (рос. Красный, ерз. Красный) — селище у складі Старошайговського району Мордовії, Росія. Входить до складу Старошайговського сільського поселення.
Населення — 20 осіб (2010; 75 у 2002).
Національний склад (станом на 2002 рік):
- мокшани — 91 %